# Józef Wrzesiński
Józef Wrzesiński (we Francji znany jako Joseph Wresinski, ur. 12 lutego 1917 w Angers; zm. 14 lutego 1988 w Suresnes) – francuski duchowny, działacz społeczny, założyciel międzynarodowego ruchu pomocy ATD Czwarty Świat. Jego ojciec był emigrantem z Polski, a matka z Hiszpanii. Po opuszczeniu rodziny przez ojca który wrócił do kraju, wyrastała ona w biedzie skazana na zapomogi od zamożniejszych rodzin francuskich.
Józef Wrzesiński przyjął święcenia kapłańskie 29 czerwca 1946 w Soissons. Przez kolejne dziesięć lat był proboszczem w kilku wiejskich parafiach w departamencie Aisne. W 1956 roku dostał od biskupa miejscowego propozycję dołączenia do obozowiska dla bezdomnych w Noisy-le-Grand pod Paryżem, do którego dołączył 14 lipca 1956 biorąc pod opiekę 252 rodzin.
Wraz z rodzinami z obozu dla bezdomnych Noisy-le-Grand o. Józef założył w 1957 r. stowarzyszenie charytatywne ATD, co w tłumaczeniu znaczy Aide à Toute Détresse („Pomoc wobec każdego nieszczęścia”), które z czasem przekształciło się w ruch międzynarodowy prowadzący działalność dobroczynną oraz realizujący projekty badawczo-naukowe dotyczące mechanizmów nędzy i wykluczenia społecznego.
W 1958 roku rozpoczął współpracę z Geneviève de Gaulle-Anthonioz (siostrzenicą Charles de Gaulle-a), która nadała rozgłosu działalności ruchu ATD a po śmierci Wrzesińskiego przejęła kierownictwo ruchu. 
W 1981 roku ksiądz Józef Wrzesiński w odpowiedzi na sytuację polityczną w Polsce napisał książkę Pologne, que deviennent tes Sous-Prolétaires ?.
Proces beatyfikacyjny ojca Józefa Wrzesińskiego rozpoczął się w roku 1997 w Soissons i zakończył się na szczeblu diecezjalnym w roku 2003. Dokumentacja beatyfikacyjna została następnie przekazana do Rzymu, gdzie Kongregacja Spraw Kanonizacyjnych wydała 2 czerwca 2007 r. dekret zatwierdzający. Postulatorem procesu jest o. Marc Leclerc, profesor filozofii na Uniwersytecie Gregoriańskim w Rzymie.
17 października 1987 r.  odsłonięto płytę upamiętniającą wszystkie ofiary nędzy w Paryżu na Placu Wolności i Praw Człowieka z inicjatywy o. Wrzesińskiego. W 1992 dzień 17 października ogłoszony został przez Zgromadzenie Ogólne ONZ Międzynarodowym Dniem Walki z Ubóstwem.
Od chwili kiedy Międzynarodowy Dzień został oficjalnie uznany przez ONZ, podjęto w Polsce próby obchodzenia tego dnia, ale dopiero na przełomie lat 1997/98 zostały one publicznie nagłośnione z inicjatywy rozmaitych działaczy w miastach począwszy od Kielc, a następnie w Warszawie, Poznaniu i Bydgoszczy. W 2011 roku powstał film biograficzny Joseph l'insoumis („Józef buntownik”).